# (2204) Lyyli
(2204) Lyyli (1943 EQ) – planetoida z grupy przecinających orbitę Marsa okrążająca Słońce w ciągu 4,18 lat w średniej odległości 2,59 au. Odkryta 3 marca 1943 roku.